# Кузьниця-Кашевська
Кузьниця-Кашевська (пол. Kuźnica Kaszewska) — село в Польщі, у гміні Клюки Белхатовського повіту Лодзинського воєводства.
Населення — 85 осіб (2011).
У 1975-1998 роках село належало до Пйотрковського воєводства.

## Демографія
Демографічна структура станом на 31 березня 2011 року:
|          | Загалом | Допрацездатний вік | Працездатний вік | Постпрацездатний вік |
| -------- | ------- | ------------------ | ---------------- | -------------------- |
| Чоловіки | 32      | 5                  | 25               | 2                    |
| Жінки    | 53      | 15                 | 24               | 14                   |
| Разом    | 85      | 20                 | 49               | 16                   |